# Csucsou (Anhuj)
Csucsou (egyszerűsített kínai írással: 滁州; pinjin: Chúzhōu) prefektúra szintű város Kínában, Anhuj tartományban. Lakosainak száma 3 987 054 fő (2020).

## Népesség
| 2010 | 3 937 868 |
| 2020 | 3 987 054 |